# Pierowka (rejon sol-ilecki)
Pierowka (ros. Перовка) – wieś (sieło) w Rosji, w obwodzie orenburskim, w rejonie sol-ileckim. W 2010 liczyła 450 mieszkańców.